# 田島列島
田島 列島（たじま れっとう、1984年または1985年 - ）は、日本の女性漫画家。旧ペンネームは田谷野 歩（たやの あゆみ）。
多摩美術大学映像演劇学科卒業。数年後に『ごあいさつ』（田谷野歩名義）がMANGA OPEN 第24回さだやす圭賞を受賞。青年漫画誌『モーニング』（講談社）にてデビューした。
2020年4月に『ごあいさつ』『水は海に向かって流れる』などで「第24回手塚治虫文化賞新生賞」を受賞。「家族や男女の機微を柔らかな絵と言葉で表現する独自性」が評価された。
また、ゆるふわちょいグロ神話風味ガールミーツガール『みちかとまり』は、2022年8月22日（月）発売の月刊「モーニング・ツー」2022年10号巻頭カラー＆一挙2話掲載で新連載を始めている。

## 作品リスト

### 書籍
- 『田島列島短編集ごあいさつ』
  - 『ごあいさつ』 MANGA OPEN 第24回さだやす圭賞受賞作 - 『モーニング』2008年44号掲載（田谷野歩名義）
  - 『官僚アバンチュール』 - 『モーニング』2010年29号掲載（田谷野歩名義）
  - 『おっぱいありがとう』 - 『モーニング』2014年8号掲載
  - 『お金のある風景』 - 『モーニング』2014年11号掲載
  - 『ジョニ男の青春』 - 『モーニング』2014年12号掲載
  - 『花いちもんめ おらが村にUFOが落ちた』 - 『モーニング』2014年42号掲載
  - 『Not Found』 - 『別冊少年マガジン』2017年12月号掲載
- 『子供はわかってあげない』 - 『モーニング』2014年14号-35号 連載、モーニングKC上下巻
- 『水は海に向かって流れる』 - 『別冊少年マガジン』2018年10月号 - 2020年8月号、KCデラックス全3巻
- 『みちかとまり』 - 『モーニング・ツー』2022年10号[5] - 、モーニングKC既刊3巻

## インタビュー
- 2019年 『水は海に向かって流れる』 田島列島インタビュー | マンバ通信 - マンバ[6]

- 2023年

漫画家、田島列島。キャラとの出逢いは「目が合うかどうか」映画『水は海に向かって流れる』インタビュー 